# 울산교회

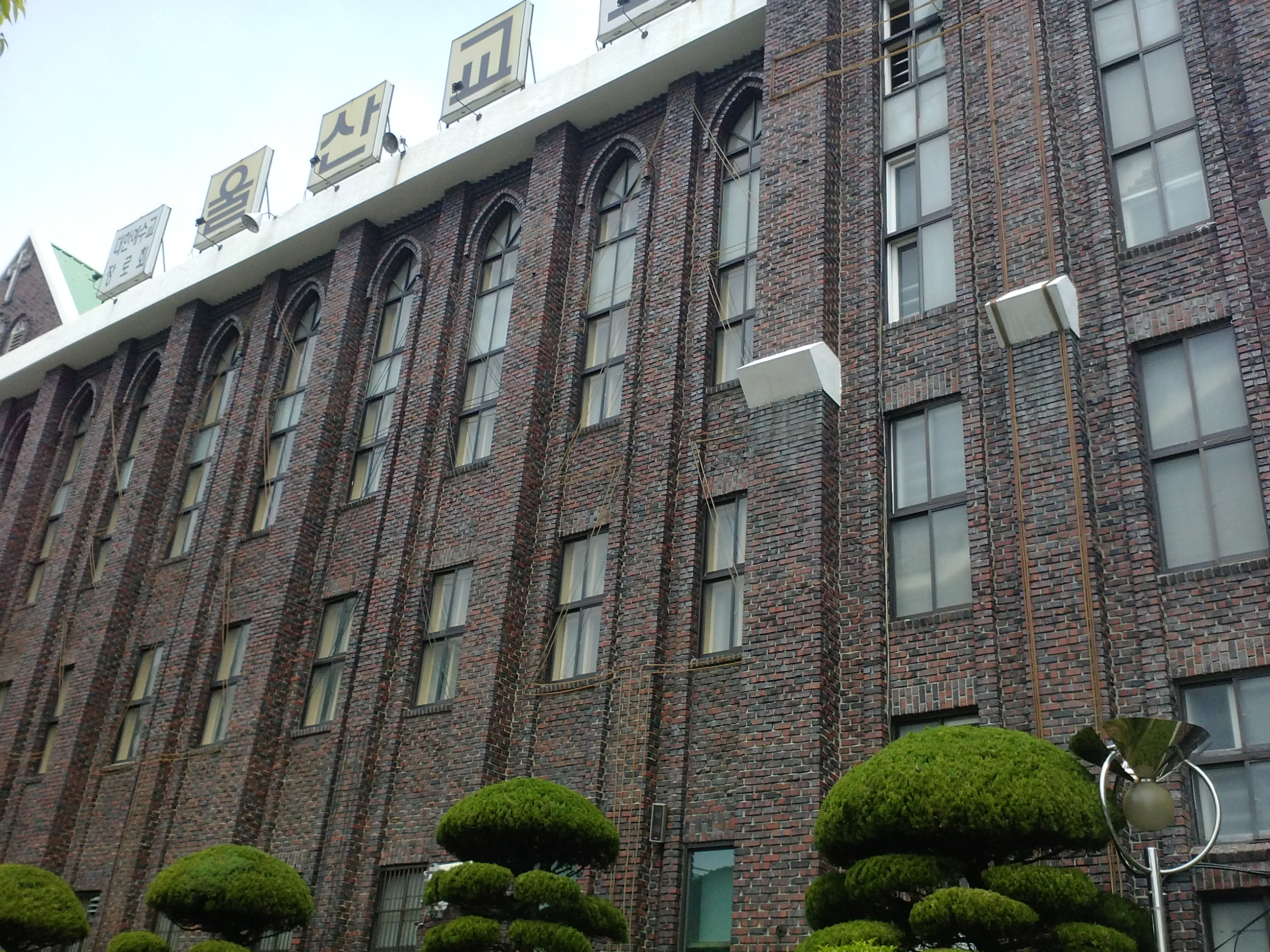
울산교회https://www.ulsanch.or.kr/

울산교회는 울산광역시 중구 복산동에 위치한 교회이다.
1956년 울산교회를 개척키로 합의한 교우 5인이 정옥수씨의 가정에서 배영복씨의 인도로 가정예배를 드림으로 개척이 시작되었고, 같은 해 4월 15일 예배당이 설립되었다.